# Томпсон, Питер (английский футболист)
Питер Томпсон (англ. Peter Thompson; 27 ноября 1942, Карлайл — 31 декабря 2018) — английский футболист, игравший на позиции вингера. Известен по выступлениям за клуб «Ливерпуль».

## Клубная карьера

### «Престон Норт Энд»
Молодежную карьеру провёл в клубе «Престон Норт Энд». Там же и дебютировал на профессиональном уровне: 30 августа 1960 года против лондонского «Арсенала». В феврале 1962 года «Престон» во второй переигровке одолел «Ливерпуль», а победный гол на счету Томпсона. Тогда его и приметил главный тренер «Ливерпуля», Билл Шенкли, и в 1963 году за 37 000 £ приобрел Томпсона к себе.

### «Ливерпуль»
В «Ливерпуле» Томпсон играл на позиции левого вингера. Многие команды завидовали «Ливерпулю», имевшему таких мощных игроков, как Томпсон и Каллаган, на флангах атаки. В своём первом сезоне Томпсон сыграл во всех 42 матчах лиги и помог клубу стать чемпионом Англии. В следующем сезоне стал обладателем Кубка Англии. В сезоне 1965/66 вновь стал чемпионом национальной лиги.
В финале Кубка Англии 1970/71 против «Арсенала» на 68-й минуте Томпсон заменил Алуна Эванса. Матч в основное время завершился со счётом 0:0. На 2-й минуте первого дополнительного тайма отдал голевой передачу на Стива Хайвэя, но это не помогло клубу выиграть трофей. Проблемы с коленом заставили Томпсона задуматься о завершении карьеры. В декабре 1973 года клуб «Болтон Уондерерс» убедил перейти его на правах аренды.

### «Болтон Уондерерс»
Через месяц после аренды Томпсон подписал контракт с «Болтоном» за 18 000 £. Он завершил карьеру в апреле 1978 года после 132 сыгранных матчей за «рысаков».

## Карьера в сборной
Дебют за национальную сборную Англии состоялся 17 мая 1964 года в товарищеском матче против сборной Португалии. Был включён в состав на Чемпионат Европы 1968 в Италии, на котором англичане заняли 3-е место. Всего Томпсон провёл за сборную 16 матчей.

## Достижения
«Ливерпуль»
- Чемпион Англии: 1963/64, 1965/66
- Вице-чемпион Англии: 1968/69
- Обладатель Кубка Англии: 1964/65[3]
- Финалист Кубка Англии: 1970/71[4]
- Финалист Кубка обладателей кубков: 1965/66[5]
- Обладатель Суперкубка Англии: 1964, 1965, 1966

«Болтон Уондерерс»
- Чемпион Второго дивизиона: 1977/78